# 1987年麦加惨案
1987年麦加事件是指1987年7月31日麦加的什叶派朝圣者与沙特阿拉伯安全部队在朝覲期间发生的冲突。冲突导致400多人死亡。该事件被不同程度地描述为「暴乱」或「屠杀」。它是由什叶派的伊朗和逊尼派的沙特阿拉伯之间日益紧张的关系发展起来的。自1981年以来，伊朗朝圣者每年都进行反对以色列和美国的政治示威，但在1987年，沙特警察和沙特阿拉伯国民警卫队封锁了计划中的反西方示威路线的一部分，导致他们与朝圣者之间的对峙。此事升级为暴力冲突，随后出现了致命的踩踏事件。 
关于该事件的细节存在争议，伊朗和沙特阿拉伯互相指责。沙特官方报告称，事件中有402人死亡，包括275名伊朗朝圣者、85名沙特警察，以及42名来自其他国家的朝圣者。然而，伊朗报告说有400名伊朗朝圣者死亡，数千人受伤。据《纽约时报》报道，有超过400名朝圣者死亡，还有数千人受伤。事件发生后，伊朗人袭击了沙特、科威特和法国大使馆，从大使馆绑架了四名沙特人。

## 註解
1. ↑  Religious Radicalism and Politics in the Middle East,page 190
2. ↑  Religious Radicalism and Politics in the Middle East,page 190

1. ^  "Iranian Official Urge 'Uprooting' of Saudi Royalty", The New York Times, 3 August 1987
2. ^  "Gulf Tensions Rise", The New York Times, 2 August 1987

## 外部連結
- Carnage in Mecca （页面存档备份，存于）
- Khomeini’s Messengers in Mecca （页面存档备份，存于）